# Anna Świderek
Anna Świderek (ur. 14 sierpnia 1981 w Warszawie) – polska siatkarka grająca na pozycji rozgrywającej, była reprezentantka Polski, grająca obecnie w klubie Il Bisonte Azzura San Casciano. Była w kadrze Andrzeja Niemczyka, reprezentowała Polskę m.in. na turnieju FIVB World Grand Prix 2004. Od 1996 roku występuje we włoskich ligach (B2, A2, A1, B1). W sezonie 2007/2008 broniła barw hiszpańskiej drużyny Club Voleibol Sanse.

## Kluby
| Klub                           | Kraj      | Lata gry    |
| ------------------------------ | --------- | ----------- |
| Il Bisonte Azzura San Casciano | Włochy    | 2011 - 2012 |
| Biancoforno Volley Santa Croce | Włochy    | 2010 - 2011 |
| Biancoforno Santa Croce        | Włochy    | 2009 - 2010 |
| Solo Affitti Tradeco Cesena    | Włochy    | 2008 - 2009 |
| Club Voleibol Sanse            | Hiszpania | 2007 - 2008 |
| Marche Metalli Castelfidardo   | Włochy    | 2005 - 2007 |
| Gelati Gelma Seap Aragona      | Włochy    | 2004 - 2005 |
| Vitrifrigo Fiam Italia Pesaro  | Włochy    | 2001 - 2004 |
| Las Fly Tortoreto              | Włochy    | 2000 - 2001 |
| Big Power Ravenna              | Włochy    | 1997 - 2000 |
| Pall. Udine                    | Włochy    | 1996–1997   |

## Sukcesy reprezentacyjne
- 2004 – 8. miejsce w FIVB World Grand Prix